# Charles Rostaing
Charles Rostaing (* 9. Oktober 1904 in Istres; † 24. April 1999 in Saint-Mitre-les-Remparts) war ein französischer Romanist, Provenzalist und Onomastiker.

## Leben und Werk
Rostaing studierte in Aix-en-Provence bei Georges Lote und Emile Ripert, bestand 1928 die Agrégation und war bis 1946 Gymnasiallehrer in Alès, Toulon, Nizza und Paris (ab 1934).  Er habilitierte sich 1947 in Paris mit den beiden Thèses Essai sur la toponymie de la Provence depuis les origines jusqu’aux invasions barbares (Paris 1950, Marseille 1973, 1994) und (Hrsg.) Constant Du Hamel, Fabliau (Gap 1953, 1965) und wurde Hochschullehrer an der Universität Aix-en-Provence. Von 1952 bis 1967 besetzte er als Nachfolger von Auguste Brun den Lehrstuhl für romanische Sprachen. Von 1967 bis zu seiner Emeritierung war er als Nachfolger von Jean Boutière Professor für „Langue et littérature d’Oc“ an der Sorbonne. Rostaing begann die von seinem Schüler Jean-Claude Bouvier vollendete Arbeit am Atlas linguistique et ethnographique de la Provence (1975 ff.).

Rostaing war ab 1952 Mitglied (Majoral) des Félibrige, von 1956 bis 1962 dessen Präsident (Capoulié). Die Pianistin Christine Wodrascka ist seine Enkelin.

## Weitere Werke
- Les noms de lieux, Paris 1945, 11. Auflage 1992 (Que sais-je? 176)
- (Hrsg.) Frédéric Mistral, Mirèio. Morceaux choisis, Saint-Rémy-de-Provence 1956
- (mit Albert Dauzat) Dictionnaire étymologique des noms de lieux en France, Paris 1963, 1969, 1978, 1984, 1989
- (mit René Jouveau) Précis de littérature provençale, Saint-Rémy-de-Provence 1972, Marseille 1987
- (mit Albert Dauzat und Gaston Deslandes), Dictionnaire étymologique des noms de rivières et de montagnes en France, Paris 1978
- (Hrsg.) Frédéric Mistral, Mireille. Edition bilingue, Paris 1978, Berre l’Etang 1989
- (Hrsg.) Frédéric Mistral und Pierre Devoluy, Correspondance 1895-1913,  Saint-Mitre-les-Remparts 1984
- Frédéric Mistral. L'homme révélé par ses œuvres, Marseille 1987
- (Hrsg. mit Jean B. Barbaro) Raimbaut de Vaqueira, I Monferrati, Beaumes-deVenise 1989
- Études provençales, Paris 1990
- Commentaires de l'oeuvre de Frédéric Mistral "Calendau", Marseille 1996
- Le vocabulaire populaire des proses d'almanach au début du Félibrige, 1855-1892. Extraits choisis par Yves Rebufat. Commentaires de Charles Rostaing, Grasse 1997